# دایانیسیو مهیا
دایانیسیو مهیا (اسپانیایی: Dionisio Mejía‎؛ ۶ ژانویهٔ ۱۹۰۷ – ۱۷ ژوئیهٔ ۱۹۶۳) یک بازیکن فوتبال اهل مکزیک بود.
وی همچنین در تیم ملی فوتبال مکزیک بازی کرده‌است.